# Agentes de Atlas
Agentes de Atlas (do original em inglês Agents of Atlas) é um grupo fictício de super-heróis de histórias em quadrinhos do Universo Marvel, publicado pela Marvel Comics. Seus membros são personagens que apareceram originariamente na década de 1950, publicados pela editora antecessora da Marvel, chamada Atlas Comics.
O grupo foi formado pela primeira vez numa história do universo alternativo da revista What If #9 (junho de 1978). Em 2006, foi introduzido no Universo Marvel com a minissérie Agents of Atlas, escrita por Jeff Parker e desenhada por Leonard Kirk.

## História da publicação
Os heróis de Agentes de Atlas não eram uma equipe nos anos de 1950. Através de histórias contemporâneas retroativas é que ficou estabelecido para a cronologia atual do Universo Marvel que um grupo foi formado naquela época. A inspiração surgiu com uma aventura publicada na revista What If #9 (junho de 1978). O grupo reapareceu na minissérie Avengers Forever (1998-2000).
O escritor Jeff Parker foi procurado pelo editor Mark Paniccia e perguntado sobre o que ele achava da ideia de reviver esses antigos heróis nos dias atuais. Como resultado, foi lançada a minissérie Agents of Atlas #1-6 (outubro de 2006 - março de 2007), ambientada nos dias atuais e que introduziu o grupo na cronologia do Universo Marvel, recontando as biografias de cada um dos membros.
A equipe fez uma breve aparição na história de oito páginas chamada "The Resistance" que era uma parte dos eventos de "Invasão Secreta". Parker e o editor Paniccia disseram em julho de 2008 que os Agents of Atlas seriam lançados em título próprio no contexto do evento "Reinado Sombrio". A série terminou após 11 edições mas foi relançada dentro do evento "Era Heróica" com o título da revista mudado para Atlas. Parker justificou que não era apenas para reduzir o logo da revista mas (em tradução livre) "uma progressão natural na forma que as pessoas chamariam a revista e o grupo". Essa nova série foi cancelada em Atlas #5.

## Personagens
Os personagens que pertencem ou pertenceram à equipe são os a seguir relacionados, em ordem de data de estréia dos respectivos quadrinhos:
- Namora—Marvel Mystery Comics #82 (maio de 1947)
- Vênus—Venus #1 (agosto de 1948)
- Marvel Boy/O Uraniano—Marvel Boy #1 (dezembro de 1950)
- Homem-Gorila—Men's Adventures #26 (março de 1954)
- M-11/O Robô Humano—Menace #11 (maio de 1954)[12]
- Jimmy Woo[13] e o Garra Amarela—Yellow Claw #1 (outubro de 1956)

Outra personagem que apareceu na primeira história como convidada especial foi Jann das Selvas. Parker explicou que na primeira história de What if? havia o membro "Homem 3-D ou Homem Tridimensional" (no original em inglês 3-D Man) mas que fora descartado por não ser realmente um herói da Atlas da década de 1950.
Quando os Agentes de Atlas tomaram o controle da Fundação Atlas, a equipe se aliou aos seguintes personagens:
- Senhor Lao - Conselheiro do Chefe da Fundação Atlas. Era um dragão que auxiliava o Garra Amarela e agora faz o mesmo com Jimmy Woo, o novo chefe da mega-corporação.
- Derek Khanata - Agente da S.H.I.E.L.D. e aliado da Atlas.

Durante a Guerra dos Reinos, Jimmy Woo recrutou vários de seus companheiros da equipe de super-heróis asiático-americanos Protetores, bem como vários novos super-heróis asiáticos para formar os Novos Agentes do Atlas para impedir que a Rainha das Cinzas invadisse o continente asiático. Os membros atuais consistem em:
- Aero - A heroína chinesa com poderes baseados no vento.
- Brawn - O coreano-americano, ex Hulk e super-gênio.
- Crescent e Io - heroína sul-coreana e seu urso mágico.
- Luna Snow - ídolo sul-coreano do K-Pop com poderes baseados no gelo.
- Shang-Chi - O Mestre do Kung-Fu.
- Silk - aliada do Homem-Aranha coreana-Americana.
- Sword Master - A espada mística empunhando o herói chinês.
- Wave - O manipulador de água filipina.
- Raposa Branca - Super espiã sul-coreana e o última das kumiho.

A super-heroína inumana paquistanesa-americana Ms. Marvel foi oferecida a associação junto com os outros Protetores, mas deixou para se juntar a sua equipe original, Os Campeões em Nova York, antes que ela pudesse aceitar a oferta. M-41 Zu, um androide incrivelmente aprimorado criado por Jimmy e pela fundação Atlas, juntou-se brevemente à equipe sob o disfarce da deusa do vulcão havaiano Pele. O Rei Macaco Imortal Sun Wukong dos Ascendentes também auxiliou brevemente a equipe.

## Biografia ficcional
O grupo foi reunido na primavera de 1958 pelo agente sino-americano do FBI - Federal Bureau of Investigation Jimmy Woo, com a missão de resgatar o presidente Dwight D. Eisenhower do vilão oriental Garra Amarela. Woo primeiro recrutou Vênus e Marvel Boy. Em seguida tentou trazer Namora, que não aceitou mas contou sobre o robô desativado e abandonado no mar chamado M-11. Enquanto Marvel Boy consertava M-11 usando a tecnologia uraniana que aprendera, Woo perguntava a Jann das Selvas sobre o Homem-Gorila (Ken Hale) que também concordou em entrar para a equipe quando convidado pelo agente. O grupo rapidamente cumpriu a missão e resgatou o presidente Eisenhower. Continuaram juntos por seis meses até que o governo americano decidiu debandá-los e censurou todas as informações sobre eles.
Anos depois, Woo, agora um agente do alto escalão da S.H.I.E.L.D., articulou uma invasão não-oficial da corporação Fundação Atlas. Usando andróides e vários agentes, a missão terminou em tragédia, com todos os operativos mortos e Woo com o corpo totalmente queimado e agonizante, mantido vivo por aparelhos. Homem-Gorila, agora também agente da S.H.I.E.L.D., pegou os registros da equipe desconhecidos da agência e resgatou Woo, com a ajuda de M-11 e Marvel Boy. O herói uraniano usou como modelo suas impressões de quando conhecera o agente e restaurou o corpo de Woo, que agora ficou com a mesma aparência que tinha quando da formação original do grupo. Namora, que o grupo acreditava estar morta, foi revivida por M-11 e também se aliou à equipe. Sem lembranças de porque atacara a Fundação Atlas, apenas com confusas anotações e uma fragmentada gravação de vídeo, Woo e seus companheiros resolvem voltar a investigar a corporação e descobrem que Garra Amarela estava por trás das operações que alcançavam o mundo todo. Ao final da história, Jimmy Woo se torna o novo chefe da Fundação Atlas com a intenção de transformá-la numa força benigna para o mundo.
Ao retornar à cidade de Nova Iorque, a equipe se alia ao Homem-Aranha, derrotando células rebeldes do Templo de Atlas que permaneciam fieis aos ideais malignos do Garra Amarela. Mais tarde operaram como resistência a invasão dos Skrulls durante os eventos de Invasão Secreta.
Em "Reinado Sombrio", os Agentes de Atlas combatem Norman Osborn agindo como supervilões. Como primeiro crime eles atacam o Forte Knox e roubam a reserva de ouro que Osborn planejava utilizar para financiar seu sistema de armas secretas. Mais tarde, os Agentes de Atlas enfrentaram os Thunderbolts.

## Templo de Atlas
Como parte da estratégia de marketing viral usada para promover a série, os fãs puderam participar de um jogo chamado "Templo de Atlas" disponibilizado no website da Marvel. Os leitores recebiam semanalmente trechos em prosa sobre Jimmy Woo e a equipe dele, e missões dadas pelo curador do Templo, o misterioso "Senhor Lao". A meta era descobrir a cada semana as senhas que permitiam decifrar pistas deixadas por Lao em anuncios de fanzines americanos postos em sites como o Newsarama e o Comic Book Resources. Além desses, também no IGN.com e Comics Bulletin, eram colocados mais textos que os jogadores deveriam decifrar para encontrar mais pistas e senhas. Anagramas eram comuns e em muitas ocasiões as senhas estavam em campo, como indicação para ir a locais como livrarias de revistas e dizer uma frase e receber de volta uma outra. Em duas oportunidades os jogadores foram comandados a irem à Convenção de Heróis em San Diego, Califórnia (Comic-Con Internacional) para encontrarem senhas.

## Outras versões
Na revista "Marvel Adventures: Avengers universe", uma história de viagem no tempo envolve a versão de 1958 dos Agentes de Atlas que encontram o Capitão América congelado no iceberg. Essa aventura foi escrita por Jeff Parker e desenhada por Leonard Kirk, a mesma dupla da minissérie "Agents of Atlas".

## Coletâneas
As séries foram reunidas em volumes encadernados:
- Agents of Atlas (reúne revistas 1-6 Agents of Atlas e as primeiras aventuras dos personagens principais: Marvel Boy #1, Marvel Mystery Comics #82 (maio de 1947), Men's Adventures #26 (março de 1954), Menace #11 (maio de 1954), Venus #1 (agosto de 1948), What If #9 (junho de 1978) e Yellow Claw #1, outubro de 1956, 256 páginas, Marvel Comics, capa promocional, maio de 2007, ISBN 0-7851-2712-7, capa de fevereiro de 2009, ISBN 0-7851-2231-1)
- Agents of Atlas: Dark Reign (reunião das revistas Agents of Atlas vol. 2, #1-5, "Wolverine: Agent of Atlas" e a história introdutória Dark Reign: New Nation, 184 páginas, capa de lançamento, setembro de 2009, ISBN 0-7851-3898-6, capa de janeiro de 2010, ISBN 0-7851-4126-X)
- Agents of Atlas: Turf War (reúne as revistas Agents of Atlas vol. 2, #6-11 e X-Men vs. Agents of Atlas #1-2, 176 páginas, capa de lançamento, fevereiro de 2010, ISBN 0-7851-4276-2, capa de dezembro de 2009, ISBN 0-7851-4031-X)
- Agents of Atlas vs. (reúne X-Men vs. Agents of Atlas #1-2 e Avengers vs. Atlas #1-4, 168 páginas, capa de lançamento, agosto de 2010, ISBN 0-7851-4772-1, capa de novembro de 2010, ISBN 0-7851-4773-X)
- Atlas: Return of the Three Dimensional Man (reúne Atlas #1-5 e Assault on New Olympus, material de Incredible Hercules #138-141, 176 páginas, ISBN 978-0-7851-4696-4)